# Planungsgesellschaft Schnellbahnbau Hannover–Berlin
Die Planungsgesellschaft Schnellbahnbau Hannover-Berlin mbH (Abk. PGS oder PGV H/B) war eine Projektgesellschaft zur Realisierung der Schnellfahrstrecke Hannover–Berlin. Das Unternehmen wurde 1990 von beiden deutschen Staatsbahnen gegründet und im April 1996 mit der Planungsgesellschaft Bahnbau Deutsche Einheit zusammengeschlossen.
Teilweise wurde das Unternehmen auch als Planungsgesellschaft Schnellbahnbau Hannover–Berlin mbh – Abschnitt Oebisfelde–Staaken bezeichnet.

## Geschichte
Am 28. Juni 1990 – nach mehr als zweijährigen Verhandlungen – unterzeichneten die Verkehrsminister der beiden noch getrennten deutschen Staaten, Horst Gibtner und Friedrich Zimmermann, in Bonn die Grundsatzvereinbarung über den Bau einer zweigleisigen, elektrifizierten Eisenbahnschnellverbindung zur Verbesserung des Personen- und Güterverkehrs auf der Strecke zwischen Berlin und Hannover (andere Quelle: Schnellbahnverbindung (SBV) Hannover–Berlin) entlang der bestehenden Lehrter Bahn. Die Vereinbarung regelte die Realisierung der Schnellfahrstrecke zwischen Oebisfelde und dem Bahnhof Berlin Friedrichstraße (ausschließlich). Dabei wurde auch die Gründung der PGS zur Realisierung der Schnellfahrstrecke in diesem Abschnitt vereinbart. Die PGS wurde im August 1990 als privatrechtlich organisierte Tochtergesellschaft der beiden deutschen Bahnen gegründet. Ihre konstituierende Sitzung fand am 22. August 1990 statt.
Das Unternehmen war für Planung und Bau der Neubaustrecke zwischen Oebisfelde und Berlin-Staaken verantwortlich. Ihre Zuständigkeit umfasste damit die Realisierung der Neubaustrecke in den Bundesländern Sachsen-Anhalt und Brandenburg. Die Deutsche Bundesbahn war mit 50,1, die Deutsche Reichsbahn mit 49,9 Prozent an der Gesellschaft beteiligt. Das Unternehmen unterhielt Büros in Hannover und Berlin. Auch der Ausbau der Berlin-Lehrter Eisenbahn fiel in den Zuständigkeitsbereich der Gesellschaft. Das Unternehmen wurde später ein Tochterunternehmen der Deutschen Bahn AG.
Die Realisierung durch eine separate Projektgesellschaft war eine Besonderheit unter den Verkehrsprojekten Deutsche Einheit (VDE), die aus dem Start des Projektes noch zu DDR-Zeiten resultierte. Die übrigen VDE-Schiene-Vorhaben wurden dagegen von der Planungsgesellschaft Bahnbau Deutsche Einheit realisiert.
Die Gesellschaft wurde zum 1. April 1996 (nach anderen Angaben im Januar 1996) mit der PBDE zusammengeschlossen. Die 1996 auslaufenden Verträge der Geschäftsführer wurden nicht verlängert.
Das Unternehmen beschäftigte zuletzt rund 60 Mitarbeiter. Als Geschäftsführer fungierten Helmut Weber und Hans Dieter Weiß.